# Manoir Kavafyan
 (octobre 2023).
Le Manoir Kavafyan, érigé en 1750, constitue la plus ancienne maison traditionnelle d'Istanbul à avoir survécu jusqu'à nos jours. Il a été construit vingt ans après l'ère des tulipes, lorsque le quartier de Bebek a été ouvert à la colonisation, et a été le pionnier de la culture architecturale villageoise du Bosphore. L'édifice est passé sous la propriété de la Direction Générale des Fondations en 1980.

## Histoire
L'élément architectural intérieur le plus important du manoir Kavafyan réside dans les peintures murales représentant des paysages, qui sont les premiers exemples de cette période. Des ponts de couleur gris-bleu, des arbres, des collines et des bâtiments en maçonnerie de style occidental se succèdent sur les bordures et le plafond.
Le manoir, construit dans les années coïncidant avec le règne du sultan ottoman Mahmud Ier, était une maison grecque. Cependant, il a ensuite été transféré à une famille arménienne et pour cette raison, était connu sous le nom de manoir Kavafyan.
Il a été enregistré comme « bien culturel à préserver » par le Conseil de préservation du patrimoine culturel et naturel en 1973. En 1998, il était classé 1er du groupe de protection. Cependant, il reste en danger de disparition car certains problèmes juridiques n'ont pas encore été résolus.